# Vérone sous la seigneurie d'Ezzelino III da Romano
Vérone sous la seigneurie d'Ezzelino III da Romano traite d'une période historique de la ville de Vérone sous la tyrannie d'Ezzelino III da Romano, allant de 1226 à 1259. Comme beaucoup d'autres villes italiennes au Moyen Âge, Vérone s'érige en commune jurée dans le courant du Xe siècle. À l'occasion du long conflit contre l'empereur Frédéric Barberousse, la commune verra ses prérogatives étendues, conduisant à une réelle autonomie vis-à-vis du souverain germanique, bien que cela s'accompagne de cruelles guerres civiles entre guelfes et gibelins. Dans ces luttes confuses, la famille des Da Romano verra son influence s'étendre, parvenant à contrôler la commune et établir à son profit une première seigneurie en 1226, anticipant ainsi celle des Scaliger en 1260.
Bien qu'Ezzelino III da Romano n'obtienne officiellement le titre de seigneur de Vérone qu'en 1250, il en exerce néanmoins par intermittences les principales prérogatives depuis au moins 1226. Les années qui suivront marqueront des jalons importants dans sa quête d'un pouvoir absolu, faisant de lui la personnalité politique la plus importante de la Vénétie pendant cette période. Cette tentative se solde toutefois par un échec : il meurt de façon violente en 1259, créant un précédent dont Mastino della Scala saura s'inspirer pour établir un régime seigneurial stable à Vérone. Il fonde ainsi la dynastie des Scaliger au profit de sa famille.

## Première domination de Vérone par Ezzelino III (1226- 1233)

### Ezzelino capitaine du Peuple

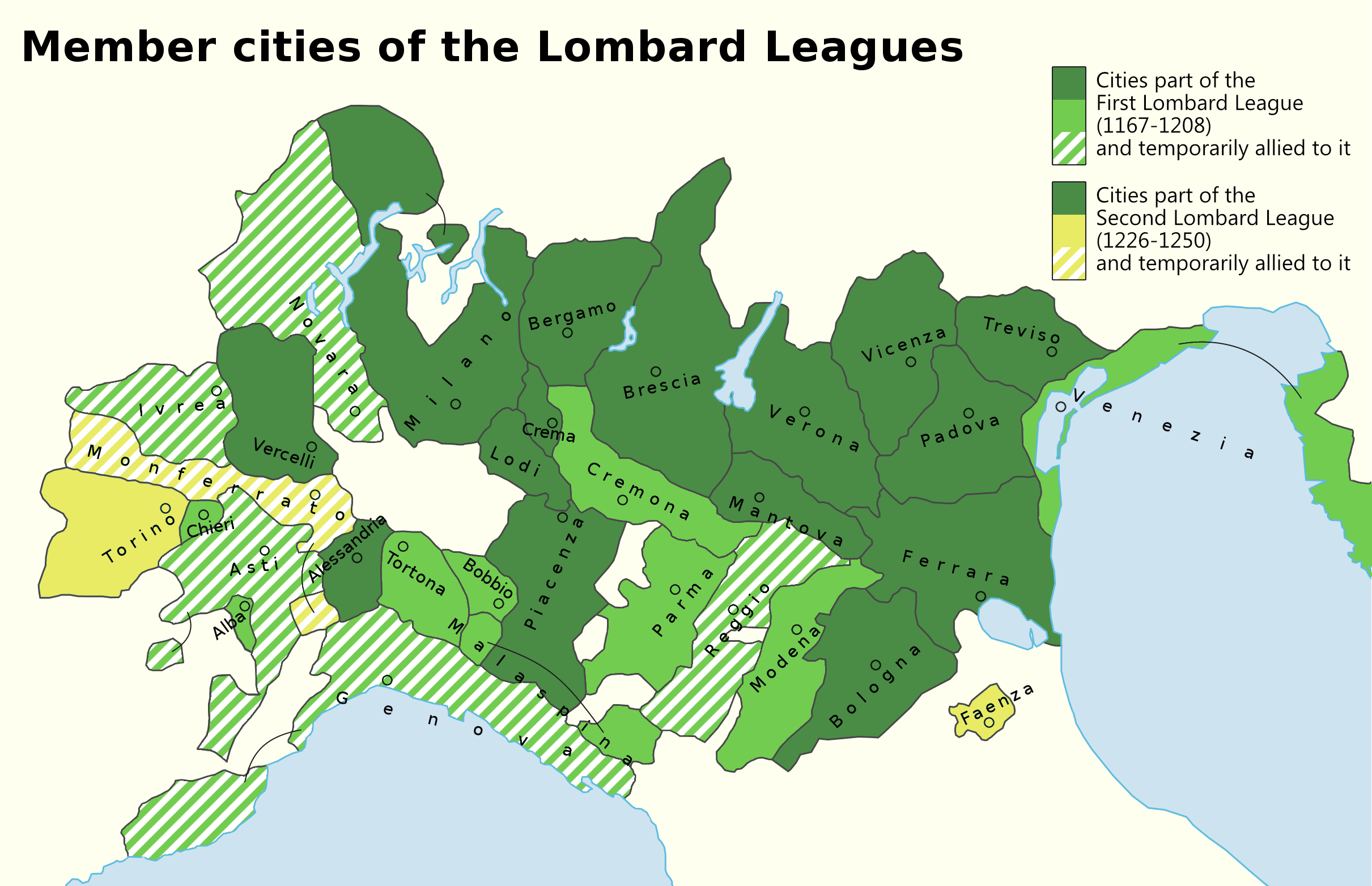
1re (1167) et 2e (1226) Ligue Lombarde incluant le territoire de Vérone

Le titre de capitaine du peuple dans la cité faisait de celui qui l'exerçait un quasi dictateur. En 1226 le titulaire de cette charge Leone dalle Carcered'une illustre famille gibeline s'en était emparé par la violence. Six mois après qu'il s'en soit démis elle fut transmise à Ezzelino qui la substitua à celle de podestat, lui conférant un caractère nettement plus militaire. Même s'il y renonça l'année suivante on peut dire qu'il est resté le maître incontesté de Vérone jusqu'en 1233, récupérant même peut être la podestatie de Vérone en 1230 et celle de Padoue en 1227. Cette même année 1226 Vérone s'illustre au dehors. En effet, un de ses enfants Pecoraro da Merca Novo déjà deux fois podestat de sa ville natale est élu podestat de Gênes. Albrighetto de Faenza podestat de Vicence est quant à lui chassé par Ezzelin III en avril 1227. Pour garantir sa sécurité, il avait consigné aux Padouans tous les palais et tours des da Romano. Le frère d'Ezzelino Alberico devient podestat de Vicence en 1227. Sous son administration de 29 mois, donc jusqu'en 1229 il acquiert gloire et honneur. Cette année 1226 est marquée par la création de la seconde Ligue lombarde dirigée contre Frédéric II.  
Le comte Riccardo de Sambonifacio qui avait été chassé de Vérone par les Montecchi en 1226 y revient dès l'année suivante. Lafranco da Pontereale de Brescia podestat de Milan est élu juge et arbitre entre la cité de Vérone et le comte Riccardo et les siens. La paix est conclue à Nogara le 7 mars. Le comte revient dans la cité. En 1227 les Franciscains s'établissent au couvent de Santa Maria delle Vergini à Vérone.

### Les statuts de Vérone
Les statuts de Vérone recueil de lois et de règlements hétéroclites compilés par le notaire Guglielmo Calvo sont rédigés en 1228. Complétant les ceux de 1223,ils sont avant tout dirigés contre Ezzelino que la haine dont il fait l'objet le qualifie d’hérétique.
La cité de Vérone est alors gouvernée par 4 consuls de justice (parfois 6 ou 8) à la place du conseil des 80. Vérone possède à cette époque les châteaux de dalla Scala, Trevenzolo, Cola, Colognola, Ronco, Bionde, Zepa, Cerea, Nogara, Isol'alta, Villafranca, Caldero, Magran, Sona, Somma-Campagna, Gusolengo, Piouezzan, Bardolin, Palazzolo, Arcole, Pogian, Marzana, Grezana, Gazo, Ilasij, Montorio, Azzam, Sanguenè, Salizoli entre autres. 
En 1229 Vicence est prise par Ezzelino, duc de l’armée véronaise, avant de faire la paix avec les Sanbonifacio. On enregistre une guerre des Padouans, alliés des Mantouans et Vicentins contre Vérone dont ils saccagent le territoire (Porto et Legnago). Les véronais secourent Grégoire IX contre les rebelles des cités des Marches. Il s'agit de la rébellion contre le pape de la cité de Santa Chiesa qui appelle les Véronais à l'aide. Ils envoient quelques soldats puis s'en reviennent. Alberto Castellano, Gionanni dalle Lanze, Bonaventura di Giglio citoyens véronais et commissaires sont envoyés par la cité au pape contre l'empereur.
Vicence est alors sous la seigneurie de Vérone avec Alberico da Romano comme podestat.

### La révolution de 1230
En 1230 tandis qu'on construit des moulins pour Sta Giustina de nouvelles dissensions se produisent à Vérone avec une  grande bataille de rues sur le Champ de Mars (7 avril),. On assiste à de nouvelles querelles civiles entre Sambonifacio et Monticuli qui en viennent aux armes. Le comte Riccardo de Sanonifacio est emprisonné et les Padouans tentent en vain de le libérer. Ils expédient à Vérone dans ce but saint Antoine de Padoue. Mais le saint ne rencontre pas de succès durant sa mission et il meurt le 13 juin 1231. Le comte est emprisonné avec Pegoraro de Mercanovo et son fils, Guielmo da Lendenara, Grego da Moraga et son fils, Guielmo di Zerli et ses deux fils, Donna Bonifacio, Zuanne da Palazzo, Leon dalle Carcere, Costantin Calonego, Valerian de Braganzo.
Le podestat de Vérone  Raniero Zeno, futur doge en 1253 est licencié en juin et est remplacé par Salinguerra Torelli de Ferrare. Se produit alors un gigantesque incendie qui consume une grande partie de Vérone. L'église San Francesco in Cittadella à Vérone est attribuée aux  Franciscains appelés à Vérone. Guglielmo da Castelbarco réédifie cette dernière église.
Matteo Giustiniani de Venise podestat de Vérone, bien que gibelin modéré rappelle bientôt Riccardo Sanbonifacio et les autres bannis. Mais un partisan des Sanbonifacio ayant blessé un Montecchi, il se produit un soulèvement général des gibelins. Le comte Ricciardo de Sanbonifacio et quelques guelfes sont incarcérés. Les Montecchi font élire alors podestat Salinguerra Torelli de Ferrare en 1229 et rappellent Ezzelino. Les guelfes ayant de leur côté pris pour chef Gérard Rangone de Modène, réputé prudent et valeureux, en font le podestat de leur faction. Les Padouans, Azzo d’Este et les recteurs de la 2e Ligue agissent pour délivrer le comte de Sanonifacio, mais Ezzelino n’y consent qu’à la condition que son château soit remis aux autorités de Vérone. Les Padouans prennent Porto, Legnago, Buonanigo et Rivalta, ces deux derniers châteaux  dont est seigneur Uguccione de Crescenti. Le marquis et les Mantouans saccagent Trevenzuolo. Une grande crue de l'Adige endeuille le pays, causant de grands dégâts et faisant de nombreux morts.
Riccardo comte de Sanbonifacio détruit la tour des da Romano à Lonigo. Les Padouans font le siège de Bassano del Grappa contre les da Romano, mais sont sévèrement repoussés. Ils envoient des émissaires à Ezzelino pour libérer le château de Sanbonifacio. N’ayant rien obtenu ils détruisent Porto et Legnago (1229). La ligue contre Vérone et Ezzelino unit  Azzo d’Este, les Padouans, Vicence et les Mantouans. Ils se retirent après avoir causé de grands dommages. En 1231 le comte Riccardo de Sanbonifacio prisonnier d’Ezzelino est libéré par Stevano Baduar de Venise, podestat de Padoue et Lorenga de Stracca podestat de Mantoue. Le 15 juillet la paix est signée.
C'est alors qu'un religieux Antoine de Pellegrino prêche dans sa ville de Padoue pendant le Carême et inaugure un mouvement de paix. Les prisonniers sont libérés, les usuriers restituent les gages, pécheresses et voleurs s’amendent,.
Les Véronais envoient des troupes contre les habitants de Collignola qui s’étaient révoltés le 8 novembre. Le lieu très peuplé était stratégique. Le château est pris, saccagé et rasé. De nouveaux troubles éclatent à Vérone.

### La prise de Vérone par Ezzelino
En 1232 Frédéric II est à Venise en mars et ensuite à Vérone invité par les habitants. Les Véronais reprennent le château de Porto de Legnago le 1er mai. C'est là que trouve la mort Paltromero di Rondinoti da Legnago. Rinole révoltée elle aussi, se soustrait à l'obédience de Vérone. Mais les séditions véronaises sont pacifiées par les légats de Grégoire IX, les évêques Giacomo et Otto. Vérone entre aussitôt dans la ligue contre l’empereur. Le pape envoie des cardinaux à Vérone pour faire la paix entre les citoyens. Paix sous certaines conditions entre Monticuli et S. Bonifacio, mais bientôt de nouvelles querelles éclatent. Le marquis d’Este et les Padouans ravagent le pays Véronais, puis les Mantouans.
Ezzelino III de son côté protège les hérétiques. Le pape le cite pour cela en janvier à comparaître à Rome se justifier sous peine d’excommunication. La condition de la paix avec les Sanbonifacio n’ayant pas été accomplie, malgré la médiation de la Ligue lombarde, Ezzelino se dérobe.
Les Padouans, Vicentins et Mantouans excités par les Sanbonifacio envahissent le véronais et le ravagent. Guidone da Roda de Milan est confirmé podestat de Vérone, mais est déposé et est remplacé par Guglielmo da Persego de Crémone. En avril en effet, Guidone da Roda, podestat de Vérone ayant voulu le forcer a prêter serment à la Ligue lombarde, Ezzelino séjournant à Vérone le fait emprisonner avec ses juges et ses gens et appelle d’Ostiglia un officier impérial, suivi par le comte de Tyrol, deux autres comtes, 150 cavaliers et 100 arbalétriers. Avec ces secours il s’empare de Vérone le 13 avril au nom de l’empereur, dont il jure de demeurer fidèle sujet. Cette occupation de Vérone par les troupes impériales provoque une guerre générale. Vérone et Ezzelino attaqués de toutes parts, les Montecchi sont menacés d’excommunication par le légat, cardinal évêque de Palestrina. Ils cèdent et le comte de Sanbonifacio peut rentrer en ville. Mais après le départ du cardinal, la guerre recommence. Les guelfes bien que soutenus par les milanais sont battus et le comte de Sanbonifacio doit de nouveau s’exiler avec ses partisans. Les Mantouans du parti guelfe et les amis de Sanbonifacio sont bannis une nouvelle fois de Vérone et mis en déroute à Opeano par Ezzelino . Dans ce climat troublé naît l'ordre militaire des Cavaliers de Santa Maria Gloriosa, en vue de pacifier les querelles publiques ou privées.

## L'intermède théocratique de Fra Giovanni da Schio et le repli d'Ezzelino (1233- 1236)

### Frère Jean de Vicence et l'assemblée de Paquara (1233)

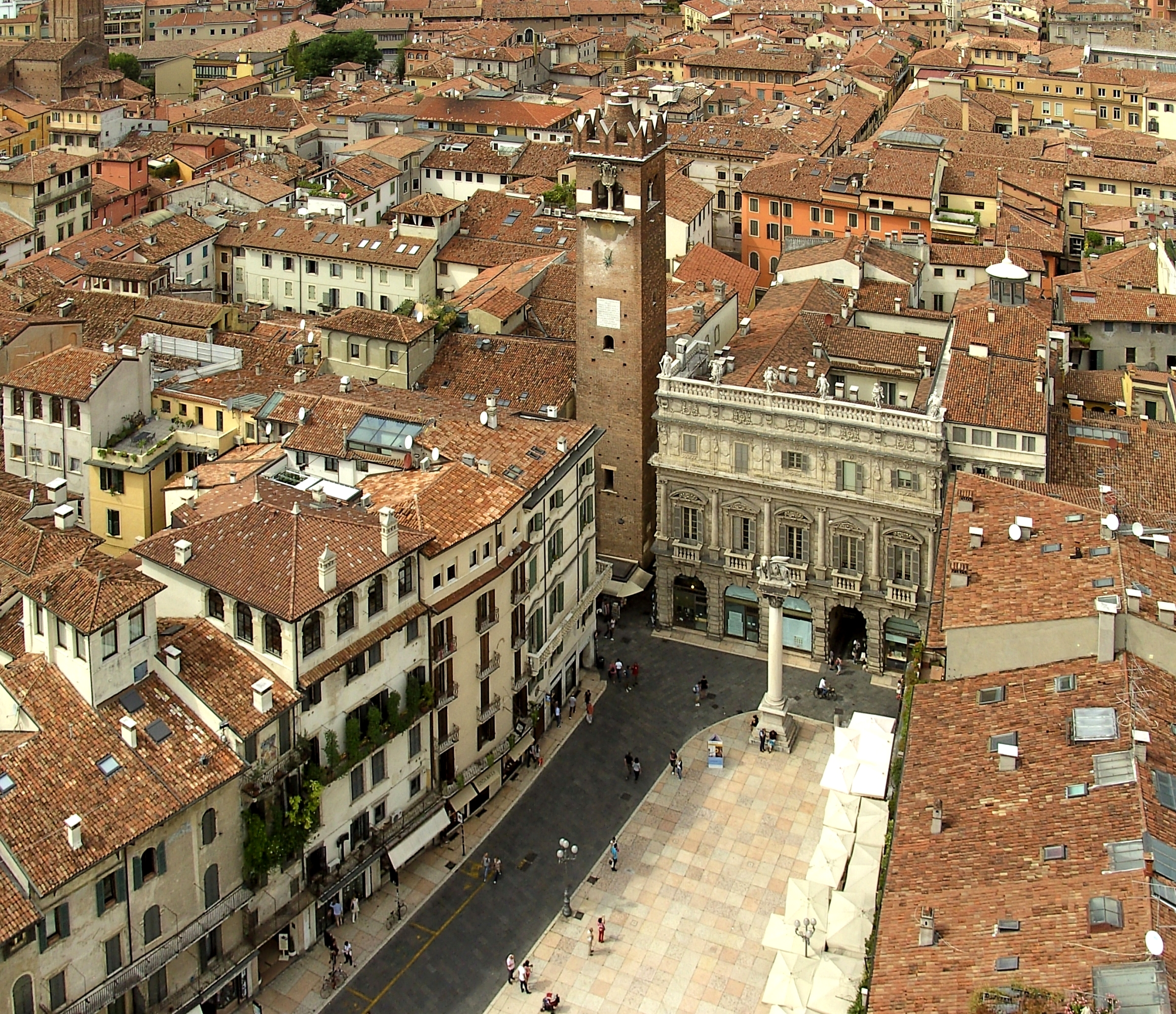
Piazza delle Erbe à Vérone

Tant de malheurs exaspéraient la population qui était perméable au sirènes du premier illuminé venu. Ce fut le cas en la personne de fra Giovanni da Schio, frère Jean de Schio de Vicence. Ce dominicain était doué d'une éloquence enflammée prompte a enflammer les foules. Vérone était le terme de son périple. Avec des milliers de soldats et de fidèles, il arrive aux portes de la ville et propose un traité de paix universelle. Puis frère Jean se fait donner les pouvoirs militaires à Vérone et Vicence où toujours au très saint nom de Dieu il multiplie les arrestations et traque les hérétiques. Son action s'inscrit dans le grand mouvement de paix (pacifère) de l’Alléluia. Le 28 août 1233 jour de Saint Augustin, frère Jean réunit derrière lui une grande assemblée de paix à Paquara, d'un demi million de personnes, prêchée à 12 peuples. Puis il se fait donner des pouvoirs à Vicence et Vérone où il a le titre de podestat et seigneur. À Vérone il prêche monté sur le carrocio sur la piazza delle Erbe et dans la foulée est nommé duc et recteur. Le 21 juillet il fait brûler 40 hérétiques sur la piazza della Bra. Comme en réponse du ciel l'éboulis d’une arche des arènes cause des victimes à Vérone. Tant de rigueur de la part de celui qu'on aurait cru l'agneau de Dieu lui attira le courroux des populations qu'il était chargé de prêcher. Incarcéré à Vicence d'où était parti son pouvoir il est relâché et revient à Vérone où il gouverne avec plus de modération. Mais l'expérience ne dura que quelques jours. La prédication et l'investiture de fra Giovanni da Schio comme comte et seigneur de Vérone marquent toutefois pour le peu de temps que dura cette aventure la fin du pouvoir d’Ezzelino III à Vérone. Avant la grande assemblée pacifère de Paquara, Ezzelin avait attaqué le château de Caldiero tenu par les San Bonifacio et les avait contraint à la retraite. Pour les venger les Mantouans font des dommages sur le territoire véronais.  Conduits par leur podestat Balduin comte de Caxoloto, ils prennent le château de Nogarole. La mission du dominicain eut néanmoins un effet positif : Rinaldo fils d'Azzo d'Este épouse Adélaide fille d'Alberico da Romano dans la foulée de la paix ainsi proclamée.
L'année suivante en 1234 connut un hiver rude, le froid fait geler les vignes, oliviers et arbres fruitiers. Les murs de Vérone sont néanmoins restaurés et les Véronais réédifient leurs habitations détruites pendant les troubles. C'est le cas du pont della Pietra de bois jadis, puis de pierre, restauré à Vérone ainsi que des murailles. Ces temps voient la défaite des Véronais devant les Mantouans et les Brescians qui pénètrent dans leur territoire et y font de grands dommages le 14 mai. Ils sont mis en fuite par Ezzelin qui assiège le château  d'Albaredo le 15 juin  tenu par les Crescenzi qui se rend à lui. Cologna se révolte contre Vérone. Azzo d'Este s'arme contre les Véronais et repousse Ezzelino. Celui ci assiège en vain Porto tenue par Grego de Vérone  et Legnago qui s’étaient révoltées. Le comte Ricciardo avec ses partisans s'enfuit de la cité et prend  le château de Ponte rompant la paix. Les Véronais brûlent les lieux appartenant aux San Bonifacio. Ezzelino par crainte d’Azzo se retire dans la cité.  Ricciardo avec l’aide des Mantouans cause de grands dommages sur le territoire véronais. Les Véronais lui détruisent plusieurs places lui appartenant. S'ensuit une grande misère en Véronais. Les évêques de Trévise et Parme sont même appelés par le pape pour pacifier les Véronais.

### La révolution de 1235
Enfin on voit la réconciliation des San Bonifacio et de leurs adversaires Monticuli par la médiation des légats du pape le 18 avril 1235, avec le baiser de paix qui le consacre. Mais bientôt cette accalmie est suivie de nouveaux troubles à Vérone. Le comte et les siens sont de nouveau chassés de nuit de Vérone. Rainero Bulgarello de Pérouse, podestat de Vérone est aussi chassé par les Monticuli. Un terrible climat de troubles et de terreur s'installe à Vérone. Deux recteurs sont élus à la place du podestat pour 1236. L'un d'eux est Ezzelino, l'autre Bonifacio comte de Panigo et Portoga. Ils se montrent très cruels envers la faction des San Bonifacio. Le comte en exil s’empare par trahison de la Rocca de Garda. Il y a une grande famine en Marche Véronaise.
1236 voit ainsi l'établissement définitif et durable de la seigneurie d'Ezzelino da Romano à Vérone. Les maisons et tours des S. Bonifacio sont rasées. Celles des  fils d'Aleardin de Cavo, des fils de Bonaguisa, et celles des vicomtes fils de Defira, et aussi celles d'Isnardo de Gozo, et des fils de Perfero, de Facin Ragoso delle Caselle, et des Maeacari, des Cavalconi, et de Piero da Moriello, de Zuccheri et Piero Fuso. Par vengeance les S. Bonifacio brûlent dans le contado les palais de leurs ennemis. Padouans, Trévisans et Vicentins attaquent les Véronais. Le pape menace les gibelins pour avoir rompu la paix. Les gibelins de leur côté envoient des orateurs à l'empereur pour demander de l'aide. L’empereur envoie un commissaire à Vérone en faveur des gibelins. Les Padouans se retirent. Peschiera tombe au pouvoir d'Ezzelino (12 avril) qui prend aussi le château de Bagnolo. Le 16 mai Gaboardo ambassadeur de Frédéric II va à Vérone avec 500 cavaliers et 100 arbalétriers.  S. Bonifacio s'empare quant à lui de Colognola et Garda pillant et ruinant les maisons à outrance. L'empereur à la prière d'Ezzelin et de ses partisans se porte à Vérone le 16 août. Le comte Ricciardo va à Vaccaldo rencontrer l'empereur (ou 1237). Ezzelino avec les milices impériales et véronaises tourne sa fureur contre Vicence et livre la cité au pillage des soldats allemands. Vicence perd sa liberté pour relever directement de l'empire allemand.

## Le pouvoir d'Ezzelino (1236- 1240)
L'année suivante en 1237 Ezzelino prend aussi le pouvoir à Padoue, parachevant sa domination sur la Vénétie. Il exile 12 000 padouans. Sa domination s'appuie sur les classes pauvres auquel il promet le statut de cavaliers par l’exercice de l’état militaire. Il s’oppose ainsi à la bourgeoisie marchande soutenue par les guelfes et considère que le statut de citoyen passe avant tout par le métier des armes. L’évêque quant à lui a été dépossédé de ses prérogatives depuis longtemps et se retrouve ruiné par ses dettes, pour embellir la cité, tout comme les nobles.
Ezzelino III est désormais par la grâce de l'empereur vicaire impérial et régent de la Marche de Vérone. Le château de San Bonifacio assiégé par Ezzelino avec de puissants mangonneaux se rend le 5 octobre à l'empereur qui était dans la villa de Vaccaldo en territoire véronais depuis le 12 septembre. L'impératrice entre à Vérone et loge le 21 octobre dans l'abbazia San Zeno. Quand Frédéric assiège Milan, les Véronais lui envoient des gens. Ezzelin paraît à la tête de 500 cavaliers, aidé des capitaines Aliprando de Zerli, Alberto d'Arcole, Pietro Sagramoso. À la bataille de Cortenuova, les milanais sont mis en fuite et leur podestat le vénitien Tiepolo prisonnier. Alberto d'Arcole et Aliprando de Zeli sont néanmoins tués. La suite voit le triomphe de Frédéric où est présent Tiepolo qui meurt en captivité. Les véronais reçoivent les roues du carroccio de Milan.

### L'union avec Selvaggia
Une union prestigieuse en 1238 vint renforcer le pouvoir d'Ezzelino. Selvaggia fille de Frédéric II vient à Cerea le 12 mai et y reste 11 jours aux frais de la communauté et de celle de Legnago. L'empereur de séjour à Vérone concède sa fille comme épouse à Ezzelino, le 22 mai où une cour au Champ de Mars (Campo Marzio) est édifiée pour les danses, jeux et tournois. Ezzelino y nourrit plus de 18 000 personnes.  L'empereur s'en retourne le 28 juin. Ezzelino commence dès lors à réformer le gouvernement de la cité de Vérone et songe à en devenir seigneur absolu. Il va à Padoue et vient aux mains avec Azzo d'Este dont il est victorieux. Il donne les premiers signes de sa cruauté. Jacopo di Carrare fait prisonnier est décapité avec son fils à Vérone.
Ensuite en 1239  Ezzelin est désigné vicaire impérial des villes d'empire en Lombardie. Les noms de plusieurs exilés du parti guelfe à Vérone sont affichés sur la porte de la Basilique San Zeno de Vérone. Leur liste est publiée par Pier Zagata. Ezzelino s'empare de Montagnana, puis avec une grosse armée bat Azzo d'Este sur le Prato della Valle (ou 1238) près de Padoue. Il tente de l'attaquer une autre fois mais est repoussé par Azzo aidé cette fois des Mantouans. Frédéric II à Vérone convoque le comte Ricciardo di San Bonifacio à Padoue.

### Le gouvernement populaire d'Ezzelino III
Ezzelino pour se faire seigneur tente de modifier le gouvernement de Vérone. Il fait passer le nombre de conseillers de 80 à 500 et réforme les statuts, fait élire des capitaines, vicaires et gouverneurs de châteaux et divise la cité en 5 nouveaux quartiers. Des soldats sont affectés pour la garde des forteresses. 8 Gastaldi des Arts élus appelés les  Anciens forment le gouvernement avec les nouveaux 500 qui lui sont dévoués. Un nouveau mode d'élection des officiels salariés de la cité est adopté. Ezzelino est très populaire parmi le Peuple pour ses réformes qui l'avantagent contre la noblesse. Conrad IV de Hohenstaufen fils de l'empereur sur ces entrefaites à Vérone est appelé par Ezzelino le 29 juillet. Il se fait jurer fidélité par tous les officiels dans un vaste serment des conseillers.  Pierre Des Vignes le chancelier est commissaire de l'empereur à Vérone. Serment  est prêté par Ezzelino, les Anciens des Arts, le podestat au commissaire de l'empereur qui fait abattre presque toutes les tours de Vérone. Pourtant l'opposition ne désarme pas. Une ligue du pape avec Venise se forme. Frédéric II retourne en Italie et est excommunié. Ezzelino combat les Vénitiens ennemis de l'empereur.  Il fait abattre le château de Caldiero qui appartenait à l’évêque Giacomo de Bragaza. Il fait aussi emprisonner plusieurs nobles. En ces temps sont édifiées l'église de San Felice in Arzere et l'église de San Dominique  dans le Borgo de San Giorgio. Un Hôpital de S. Barnabé et l'hôpital des Malsani voient le jour au Borgo nuovo et au Borgo Manfredo. Une crue de l'Adige  ruine une partie des murs de la cité le 3 octobre. C'est aussi le début de la tyrannie d'Ezzelino sur la ville.

## L'affirmation d'un régime de terreur (1240- 1250)
L'année suivante en 1240 voit le siège de Ferrare par le doge Jacques Tiepolo, Azzo d'Este, Rizzardo de S. Bonifacio, Albéric da Romano, Bianchino da Camino, Gregorio da Montelongo légat du pape et les Mantouans. Salinguerra fils de Torello tyran de Ferrare est  invité par ses adversaires à une paix avantageuse. Arrivé au camp ennemi pour en souscrire les chapitres il est capturé traîtreusement (3 juin) et envoyé à Venise où il meurt, traité avec civilité. C'est le début de la seigneurie des Este à Ferrare. Les Mantouans aidés d'autres cités, comme Guizzardo Rangon de Modène podestat de Padoue  saccagent le Véronais et brûlent le château de Trevenzuolo. Dans la bataille qui suit le podestat de Mantoue Girardo est tué et beaucoup de prisonniers sont conduits à Vérone (le 3 novembre ou 1241). Leur capitaine Boccadasino est fait prisonnier avec beaucoup d'autres. Le château de Caldiero qui était tout entier sous la juridiction de l’évêque de Vérone est  rasé par Ezzelino. Turisendo de Turisendi, fils de Rebaldo de Turisendi rend le château d'Ossenigo à Ezzelin le 9 janvier de cette année. Le comte Ricciardo paraît à la tête des fuorisciti véronais à la défense de Faenza assiégée par Frédéric II en août 1240.

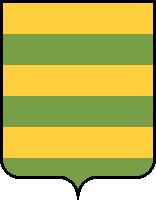
Blason des da Romano

Ezzelino tout à son but de s'emparer de la seigneurie de Vérone fait aménager les ponts, les murs et la tour de San Martino.  
Les trois châteaux de Montebello (donné par le comte Piero de Montebello), Montechio (janvier 1242) (donné par Uguzon de Pulio) et Arcole se donnent à Ezzelino qui se rend avec son neveu ? Arrigo (ou plutôt le podestat Arrigo da Egna) à Montagnana qu'il entoure de solides murailles (25 mai 1242). Il fait réaménager la piazza maggiore avec de belles pierres données par Guglielmo Zerli. Le podestat Arrigo da Egna donne une grande fête au Peuple et à la noblesse à l'initiative du tyran pour célébrer la victoire contre les Mantouans. 
En 1243 les Mantouans, Brescians, Turrissendi et le comte de San Bonifacio prennent le château de Gazo (21 mars). Ezzelino prend aux Mantouans le château de Vilimpenta tenu par Avocato di Clanica véronais qui le lui livre. Puis, il fait fortifier le château de Villafranca par un grand fossé jusqu'à Sommacampagna et un autre fossé à Vérone depuis les maisons de Mascu dalla Tomba jusqu'à Isola dalla Scala. Mais les Mantouans récupèrent le château de Vilimpenta par une nouvelle trahison d'Avocato di Clanica qui le leur rend le 9 avril. Ezzelino pour se venger de San Bonifacio assiège le château qui était tenu par le fils du comte et le fait raser jusqu'aux fondements (16 septembre) avec l'aide de Gualuagno Lancia marquis Malaspina vicaire impérial, puis il s'empare de celui d'Illasi en octobre. S'étant emparé du comte San Bonifacio da Panigo il le fait décapiter à Padoue (4 juin). Il fait aussi périr dans les tourments Enrigo da Gaze et Leone dalle Carceri.  Ezzelino fait raser les tours de Bartolomeo Abriano, Albertin da Peri, Zannello Segala, Alberto Castellano, Leone dalla Ponginella et toutes celles des dalle Carceri, avec les maisons d'Enrigo da Gazzo. Ayant récupéré le château de Gazo il le fait incendier par Turrissendo (1er août). Le San Bonifacio avec les Mantouans prennent alors le château de San Michele sur le fleuve Teone ou Tiglione. Le comte Ricciardo ravage le véronais. 
Uguccione di Piglio donne son château à Ezzelino (ou 1242). Ezzelino combat le marquis d'Este. Il prend Montagnana qu'il incendie (ou 1242). Cette année est marquée par de fortes pluies et une nouvelle inondation de l'Adige, fin octobre, début novembre. Frère Pietro dominicain véronais prêche dans la ville comme inquisiteur et excommunie les hérétiques. 1244 voit une famine et une grande peste à Vérone. Les Mantouans sur les conseils du comte vont camper à Ostiglia dont ils ruinent les murailles(14 janvier). Les Mantouans prennent Ostiglia.  Ezzelino met pour se venger le mantouan à feu et à sang. Les Véronais fortifient la Rocca di Nogara. Cette année est considérée comme celle où s'affirme vraiment le comportement tyrannique d'Ezzelino. Un impitoyable régime de terreur s'instaure dans les cités qui lui sont soumises, dont Vérone.

### La diète de Vérone
En 1245 se tient une grande diète d'empire à Vérone où interviennent Frédéric II, Baudoin de Courtenay empereur latin de Constantinople, le patriarche d'Antioche, Thadeo da Sesso grand conseiller de l'empereur et d'autres seigneurs, comme le comte de Tyrol, le duc de Savoie, le duc de Carinthie, le duc de Méran. Il s'ensuit un tumulte entre Véronais et gens du duc d'Autriche à la tête du Pont dalla Pietra, à l'issue duquel le duc est chassé de Vérone.
La cruauté d'Ezzelino semble ne plus connaître de limites. En 1246 il fait périr Alberto et Niccolo da Lendenara, Pietro Gallo de Venise, les deux frères Ongarello et Bonaventura della Scala  et Adrighetto da Arcole. Alors que Mantouans et Ferrarais ravagent le Véronais, il fait preuve d'une grande cruauté contre les prisonniers Mantouans les laissant mourir de faim. Pour sécuriser son pouvoir arbitraire, il se fait construire des tours et des immeubles fortifiés dans la ville. Ce pouvoir tyrannique suscite des oppositions. Le podestat Enrico da Egna, créature d'Ezzelino meure de la main de Giovanni Scanaruola, blessé à mort. Enrico da Egna son neveu lui succède aussitôt dans la préture de Vérone (12 février 1247 ou 1246), tandis qu'Ezzelino se fait nommer dans ces circonstances exceptionnelles vice podestat.  S'ensuit un fait d'armes entre Ezzelino et Azzo d'Este, les Mantouans et le comte de San Bonifacio vers le Mincio. Suivi d'un accord avec Mantoue pour l'échange des prisonniers (25 mars). Tagliaferro et Ottolino da Riva prisonniers dans l'engagement meurent dans les prisons de Vérone le 15 juin. Le froid et la neige causent de grands dommages en Véronais cette année là.

### La conquête d'Este
Frédéric II au siège infructueux de Parme fait construire en bois par défi face à elle la ville de Vittoria. Mais celle ci détruite il est contraint de se retirer à Crémone (16 juin). Ezzelino qui l'a accompagné se retire à Vérone et ravage le Mantouan. Rizzardo di san Bonifacio se fait proclamer seigneur de Vérone mais est en exil à Brescia, regroupant sous sa bannière les nombreux fuorisciti. Toujours en 1248 Ezzelino avec les troupes de ses satellites Véronais, Vicentins, Padouans et ceux de Feltre et Belluno attaque le territoire de Mantoue et y crée de grands dommages. C'est alors qu'il mûrit un grand projet destiné selon lui à consacrer définitivement son autorité sur la province, la conquête d'Este. Ezzelino assiège longuement cette ville en vain. Ce n'est que la trahison de Vitaliano d'Arolde contre Este qui permet sa prise le 11 septembre 1249.

## Ezzelino seigneur de Vérone. L'affirmation d'un pouvoir absolu (1250- 1256)
Tout auréolé du prestige que lui confère ce succès, plus rien ne s'oppose à l'officialisation formelle de son pouvoir seigneurial sur Vérone. Ezzelino ayant sollicité le conseil des 500 et les anciens des Arts, magistrats qu'il avait lui-même ordonnés se fait en 1250 proclamer seigneur de Vérone. Selvaggia étant morte (peut être par son fait), il épouse Engranata  la fille de Buonaccorso de Maltraversi ce qui consacre un peu plus son autorité sur les nobles de la région. Le tyran par mesure de sécurité  fait aménager les fossés de la cité de San Spirito jusqu'à Isola della Scala. Cependant qu'un séisme frappe Vérone et d'autres lieux. La mort de Frédéric II son protecteur et ami ne semble pas pour l'heure éclipser sa puissance régionale. 
Ezzelino se retourne encore en 1251 contre le Mantouan, saccage Broletto et Capitello mais convoqué par Conrad IV roi de Sicile qui était à Goito, château des Mantouans, il renonce sur son ordre aux hostilités. Conrad vient à Vérone en octobre et on croit voir dans le fils de Frédéric II le tableau vivant de son père. De retour à Vérone Ezzelino averti d'une conspiration fait juger le podestat Ugo da Santa Giuliana avec d'autres citoyens, tous jugés par Bonuccio de Bonucci juge del Maleficio et les fait décapiter. Rinaldo Ier d'Este meurt dans sa prison de Pouille empoisonné par Conrad. Après cette conjuration, Ezzelino décide d'en finir avec les dernières bornes qui s'interposaient à son pouvoir absolu. Par une commission nommée par lui, Vérone sera désormais au lieu d'un podestat gouvernée par 2 vicaires, Buzzacarino de Buzzacarini de Padoue et Alberto Magogna qui sont de simples exécutants des volontés du prince. Autre bonne nouvelle pour lui, la même année, le comte Ricciardo di San Bonifacio après avoir ruiné la tour de Nogara et fait restaurer le château des S. Bonifacio meurt à Brescia en février 1253. Lodovico lui succède à la tete de l'opposition en exil des fuorisciti.
La répression et le régime de terreur continuent de peser sur la ville et en 1254 Ezzelino ayant fait arrêter Buonapace podestat de Cerea avec d'autres citoyens les fait périr de male mort en brûlant leurs dépouilles en place publique. Tiro da Castelrotto, Tomasin da Grezana, Tomasin da Ocha, Fermo da Cerea, Ferigo son fils, Tomasin Suspigugna. Malgré tout des voix continuent à s’élever contre l’odieux tyran et en 1255 c'est la révolte de Trente qui on l'a vu relevait de Vérone. Révolte conduite par Folco cavaler de Pugia podestat de Trente et Azo et Aldrighetto da Castelbarco. Dans la foulée, les habitants de Legniago se soustraient de l'obédience d'Ezzelino (ou 1256). La suspicion d'Ezzelino le conduit même à faire périr son propre frère Giramonte qui est décapité.

## Le déclin de la puissance d'Ezzelino. La perte de Padoue et la croisade (1256- 1259)

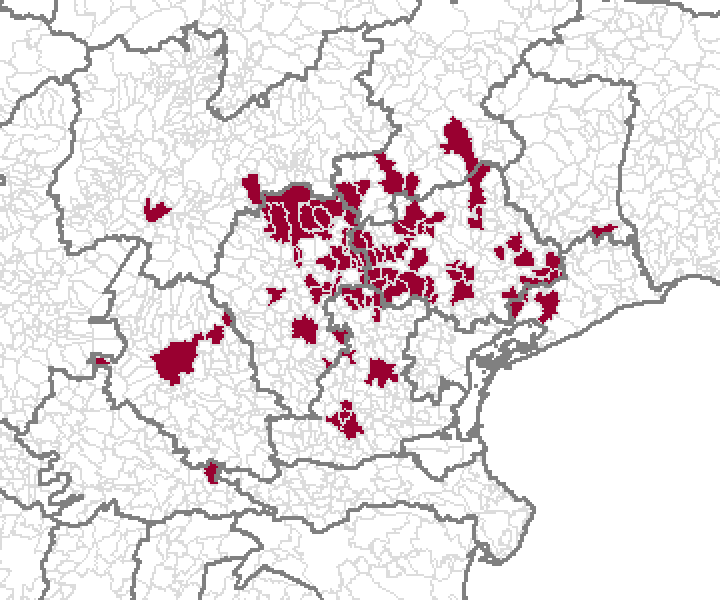
Propriétés d'Ezzelino III

L'année 1256 voit néanmoins le début du repli de la puissance d'Ezzelin par un revers de taille, la perte de Padoue. Ezzelin tente de surprendre Mantoue, tandis que Padoue, Legnago et Cologna se révoltent. Il fait retenir plusieurs Padouans qui lui devaient le service militaire au monastère de San Zorzo et les fait mettre à mort de cruelle façon. Ezzelin se retourne ensuite contre les Tridentins qui se rendent à lui et sont sévèrement châtiés. Puis il assiège Padoue et ravage son territoire en juin. Il est aidé en cela par le marquis Pallavicini podestat de Crémone. C'est alors que le pape Alexandre IV lève une croisade contre le tyran. Ludovico comte de San Bonifacio se met à la tête des fuorisciti avec Tommaso Giustiniano et Marco Badoer, à la tête d'une bande considérable de 800 hommes. Ansadino neveu d'Ezzelino se porte contre eux avec Osborgero da Vivaro. Le comte Lodovico s'illustre à l'assaut de Castello di Sacco. Le légat s'en va ensuite à Padoue et les croisés s'emparent de la ville. Padoue indépendante s'érige de nouveau en république,. Ezzelino lève le siège de Mantoue puis retourne à Vérone où de rage il fait périr 12 000 Padouans et ravage le Padouan, puis il revient à Vérone. Corrado Occhidicane gouverneur ou podestat de Legnago est sur ces entrefaites tué par la population révoltée, fin octobre.
Dans ces temps troublés l'hôpital della Ca di Dio à Vérone desservi par les moines bénédictins de S. Daniele voit le jour.
Deux frères d'une illustre famille véronaise Federico et Bonifacio dalla Scala (Moscardo les appelle Corrado et Aimonte) sont exécutés par Ezzelin avec beaucoup d'autres citoyens en octobre 1257. Boninsegna de Chiavega, Zenero fils de Federigo dalla Scala, Avanzo Monzibello, Giacomo Zovenin et toute sa maisonnée, Zenarin et Buel de Porcho, Bonaventura Trentin et ses frères, Nicolo Pietroduro et Antonio da la Mello, tous jugés pour trahison. Albéric son frère craignant le même sort, lui cède Trévise dans une cérémonie d'hommage avec baiser de paix et lui cède trois de ses fils en otage.
Malgré la perte de Padoue, Ezzelino se défend pied à pied. Les gens d’Alexandre IV avec ceux des cités ennemies d'Ezzelino le rencontrent près du château de Toreselle  en 1258 et sont sévèrement battus. Bonato dalla Sala podestat de Brescia vaincu est conduit à la prison de Zerli dans la haute cour (curtalta) de Vérone, avec Bonifacio da Fogian podestat de Mantoue le 29 août. Ezzelino entre triomphant à Brescia, réorganise le gouvernement de cette cité puis retourne à Vérone et y confirme les deux vicaires pour l'année suivante. Il fait périr à nouveau de nombreux citoyens. Basan et son fils Bellabranca, Ghabriele Zharmin et son fils Jacomo, Zuane Zarmin, Bonzuane di Calcarei avec ses fils et toute sa maisonnée, Zordan de Capitalli et son frère. Mastino della Scala dont la famille a pourtant été décimée par le tyran est nommé podestat de Cerea.

### La chute
C'est pourtant son chant du cygne. Une ligue d'Uberto Pallaviccini, des Mantouans et des Milanais se forme contre le maître de Vérone. Ezzelin répond à l’appel des fuorisciti Milanais. Le comte Lodovico di San Bonifacio aide quant à lui les Milanais. La légende dit qu'Ezzelin aurait mal interprété les recommandations d'un nécromancien sur le lieu de sa mort et aurait imprudemment choisi le lieu de la bataille qui verrait sa défaite. Tout comme Frédéric II ce libre penseur croyait fermement en l’astrologie. Ezzelin voulant acquérir le château degli Orzi, les Milanais rencontrent le tyran près de Monza, tandis qu'il tente de rejoindre le fleuve Adda. Surpris sur la rive du fleuve il est défait, blessé une première fois par Dosio da Dovara et ensuite par Martino di Ranzunichi di Soncino. Il meurt prisonnier à Soncino le 27 septembre, comme il avait vécu, en mécréant refusant les sacrements et déchirant les bandages de ses plaies,. La magistrature des deux vicaires à Vérone est remplacée à nouveau par celle du podestat dont le titulaire est Mastino della Scala. Vérone est désormais gouvernée au nom de la sainte Église.
Ezzelino dans son malheur eut plus de chance que son frère Albéric. Celui ci retiré au château de San Zeno sul Trivigiano était tombé au pouvoir de ses ennemis. Azzo et Antonio marquis d'Este, Doxio da Dovara (août 1260) avec Mantouans, Ferrarais, Cremonais, Veronais, Padouans, Vicentins, Trevisans, et les citoyens de Feltre et Cividale. Messan da Porcile pour la garnison s'étant rendu par traité. Après un jugement inique le dernier survivant des Romano voit sa femme et ses fils brûlés sous ses yeux, puis est tiré à quatre chevaux, le visage lacéré par ses ennemis jusqu’à devenir méconnaissable et enfin exposé dans les bois en proie aux bêtes sauvages.
Les Véronais reconnaissent à présent pour leur chef Alexandre IV et l’Église. Le comte Lodovico Sambonifacio qui avait été chassé de Legnago et Porto, est réclamé à Vérone et lui sont restitués ses biens, mais après trois mois, lui et ses parents considérés comme rebelles sont exilés à nouveau en 1261, ou 1263 selon Zagata. Le château de Lavagno se rend au podestat Andrea Zeno. Legnago et Porto reviennent aux véronais. Il est statué que Cerea sera sous la podestatie de Vérone. Azzo marquis d'Este et Alvise comte de San Bonifacio tentent en vain de s'emparer de Vérone à la direction de laquelle ils n'ont jamais renoncé. C'est alors en 1262 ou 1263 que Mastino della Scala jette les bases de son pouvoir absolu. Il est choisi comme capitaine du peuple à Vérone. Peu de temps après il est assailli par un certain Bennafsu de Magnalovi et ses trois frères dans sa propre maison, mais par ses cris est secouru par ses familiers. Les  Magnalovi sont tués sur l'escalier et leurs cadavres mis sur des fourches. Mastino se saisit de l'occasion pour éliminer ses derniers rivaux sur les marches du pouvoir. Ludovico de Sambonifacio et son parti chassés de la ville (13 septembre 1263). C'est le début de la seigneurie des Della Scala ou des Scaliger sur Vérone.